# Кадрирование
Кадрирование (от фр. cadre — кадр) при фото-, кино- и видеосъёмке — выбор точки съёмки, ракурса и направления съёмки, а также угла зрения и типа объектива для получения необходимого размещения объектов в поле зрения видоискателя аппаратуры и на итоговом изображении.
При кино- и видеосъёмке кадрирование выбирается намного тщательнее, нежели при фотосъёмке на негативную плёнку или цифровую фотокамеру, так как возможности исправления неточностей кадрирования отснятого киноизображения гораздо хуже, нежели у одиночного кадра фотоизображения.
Кадрирование при печати или редактировании изображения — выбор границ и формата фотографического изображения, имеющегося на негативе, слайде или файле, содержащем изображение. Используется, как правило, для получения более гармоничного в визуальном отношении изображения.
Кадрирующая рамка — устройство, удерживающее фотобумагу на столе фотоувеличителя в выравненном состоянии и правильном положении.
Кадрирование в полиграфии — выделение части кадра, оригинального изображения, используемой для представления его в полосе издания. Как правило, с увеличением.
Кадрирование в интернете — усечение большой фотографии до того момента, когда останется только нужный объект.

## Назначение
Позволяет оставить за пределами кадра всё несущественное, мешающее восприятию изображения, случайные объекты. Кадрирование обеспечивает создание определённого изобразительного акцента на сюжетно важной части кадра.
5 марта 1960 года фотограф кубинской газеты «Revolución» Альберто Корда фотоаппаратом Leica M2 сделал всемирно известную фотографию «Героический партизан», на которой изображён кубинский революционер Эрнесто Че Гевара.